# Papusza
Papusza är pseudonym för den polsk-romska poeten Bronisława Wajs, född 1908, död 1987. Hon skrev på romani men översattes till polska av sin ”upptäckare”, poeten Jerzy Ficowski. Papusza (”Dockan”) var hennes smeknamn på romani. Hon tillhörde den etniska undergruppen Polska Roma, som i början av 1900-talet bodde i östra Polen, i de områden som idag är västra Ukraina och Vitryssland. Filmen Papusza från 2013 berättar om hennes liv. Hennes dikter gavs 2014 ut med svensk översättning.

## Biografi
Släkten Wajs var en musikalisk släkt där många traditionellt försörjde sig på att spela musik på krogar, marknader och bröllop. Papusza var en av de få romska kvinnor i sin generation som lärde sig läsa och skriva. Hon har berättat om hur hon som barn ”köpte” sig lektioner i läsning av polska barn eller av en bekant butiksföreståndarinna genom att ge till exempel en stulen höna i ersättning. Hennes släkt uppskattade dock inte denna färdighet hos den lilla flickan utan skrattade åt henne och retade henne. Papusza gick aldrig i skolan. Vid 16 års ålder giftes hon bort med sin styvfars bror, den 24 år äldre harpisten Dionizy Wajs. Hon var inte speciellt lycklig i sitt äktenskap men upptäckte att hon kunde få utlopp för sina känslor genom att sjunga, ofta med ackompanjemang av maken på harpa. Efter ett tag började hon skriva egna sånger baserade på den romska sångtraditionen.
Under andra världskriget gömde sig Papusza och hennes släkt i skogarna för att undkomma förföljelser från tyska nazister och ukrainska fascistgrupper. Efter kriget, när Polens gränser förändrades, tvångsförflyttades de flesta polacker (däribland Papuszas familjegrupp) från det som varit östra Polen till det nya västra Polen, det vill säga de tidigare tyska områdena.
Papusza debuterade 1951 med en dikt i tidskriften Nowa Kultura. Hennes upptäckare och översättare från romani var poeten Jerzy Ficowski, som 1949 på flykt undan den kommunistiska säkerhetspolisen hade slagit följe med Papuszas kringvandrande grupp. Han lyckades vinna deras förtroende, framför allt genom att hjälpa dem att få tillgång till läkarvård, och lärde känna deras seder och bruk och lite av språket. När han fick veta att Papusza skrev sånger och dikter blev han intresserad och upptäckte en stor litterär talang hos henne. Även Julian Tuwim, en av Polens största poeter under första halvan av 1900-talet, hjälpte henne att komma in i den litterära världen.
Efter ett liv på vandring hade Bronisława Wajs år 1950 slagit sig ner i den lilla staden Żagań i västra Polen. Senare flyttade hon till länshuvudstaden Gorzów Wielkopolski där hon bodde tills några år före sin död.
När Jerzy Ficowski åren 1952–1953 publicerade en tidningsartikel och en bok om romernas kultur, språk och traditioner blev det början till en långvarig konflikt mellan Papusza och hennes folk. Inom gruppen Polska Roma fanns, liksom hos många andra romer, ett förbud mot att avslöja något om folkets kultur eller språk för gadje, alltså icke-romer. Papusza och Ficowski sågs som förrädare. Särskilt illa ansågs det vara att publicera en ordlista över romanispråket. Vid denna tid pågick också ansträngningar från statens sida att få ökad kontroll över romerna genom att registrera dem och på sikt tvinga dem att bli bofasta, vilket romerna i allmänhet var mycket negativa till. Många kopplade ihop de två sakerna och misstänkte att Papusza och Ficowski på något sätt var i maskopi med makthavarna. Papusza utsattes för trakasserier och hot om misshandel vilket till slut ledde till ett nervöst sammanbrott och en längre vistelse på mentalsjukhus.
Papusza försökte länge hävda att hon bara var en spågumma, inte poet. Det var på sätt och vis sant eftersom det var så hon försörjde sig. (När Julian Tuwim vid ett senare tillfälle försökte hjälpa henne att få stipendier och honorar reagerade hon oförstående, hon hade nämligen aldrig förstått att man kunde få betalt för att skriva dikter.) Papusza hävdade att Ficowski hade exploaterat hennes sånger och tagit dem ur sitt sammanhang, hon försökte stoppa utgivningen av boken och brände 300 opublicerade dikter. Trots detta förklarades hon till slut av stammens äldste som oren och uteslöts ur den romska gemenskapen. Därefter levde hon ensam i Gorzów Wielkopolski tillsammans med sin gamle sjuke man och sin adoptivson.
Jerzy Ficowski skrev senare att det kanske var ett misstag att lansera Papusza som poet, att hon troligen skulle varit lyckligare om hon kunnat fortsätta leva med sitt folk. Papuszas egen inställning är mer oklar, enligt en källa förlorade hon kontakten med Ficowski efter att hon uteslutits ur den romska gemenskapen, enligt en annan ansåg hon under hela livet Ficowski och Tuwim som sina nära vänner och ångrade inte vad som hänt.
Papusza avled 1987 i Inowrocław.
Å, ädla och olyckliga zigenare!

Hur ska ni leva era liv?

Ni kan varken läsa eller skriva.

Ni kommer att försvinna allesammans,

döden kommer att ta er en efter en.

Och ingenting ska vara kvar efter er.

Men jag skriver bäst jag kan,

även om jag gråter mycket,

och jag ska lämna nånting åt mänskorna,

och världen ska lära känna mig och minnas

att det en gång funnits en zigenerska,

olycklig och eländig,

som ville läsa och skriva

och sjunga zigenarsånger.

Ur Jag, en stackars zigenerska

(övers Julian Birbrajer)

## Karaktäristik av poesin
Hela Papuszas verk består av ett fyrtiotal dikter, de flesta skrivna och publicerade på 50-talet. Bara  några enstaka dikter skrevs senare, i slutet av 60-talet. Detta kan tyda på att uteslutningen ur den romska gruppen inverkade negativt på hennes skapande. Hon har också skrivit några kortare prosatexter där hon beskriver romernas traditionella liv. Från 1962 var hon medlem i det polska författarförbundet. Hennes dikter har översatts till engelska, tyska, franska, spanska, italienska och svenska.
Det mesta av Papuszas poesi bygger på traditionella romska former. Ett vanligt motiv är nostalgi och längtan efter den förlorade värld där romerna var fria att vandra vart de ville. Hon besjöng sitt folks öden och uttryckte dess längtan. Dikterna sväller ibland ut i formen och närmar sig den muntliga berättelsen.

## Diktsamlingar
Pieśni Papuszy (Papuszas sånger) (Wrocław, 1956)
Pieśni mówione (Talade sånger) (Łódź, 1973)
Lesie, ojcze mój (Skogen, min fader) (Warszawa, 1990)
Jag är där vinden är och andra sånger, översättning (via Jerzy Ficowskis polska översättning) av Anders Bodegård och Julian Birbrajer. (Stockholm: Tranan, 2014). ISBN 978-91-87179-39-6

## Minnesmärken
I Gorzów Wielkopolski, där Papusza bodde i drygt 30 år, finns en staty till hennes ära. Utanför hennes bostad med adressen Ulica Kosynierów Gdyńskich 20 finns en minnestavla.

## Filmer, böcker m m om Papusza
- Papusza. Dokumentärfilm med regi och manus av Maja och Ryszard Wójcik. Jerzy Ficowski medverkade som konsult. (1974)

- Historia Cyganki (En zigenerskas historia). Dokumentärfilm med regi och manus av Greg Kowalski. Innehåller bland annat intervjuer med poetens släktingar och vänner. (1991)

- Harfy Papuszy (Papuszas harpor). Symfonisk dikt av Jan Kanty Pawluśkiewicz, med text på romani. Framfördes som utomhusföreställning i Kraków 1994.

- Zoli. Roman  av den irländsk-amerikanske författaren Colum McCann. Huvudpersonen Zoli är en romsk kvinna från Slovakien vars livshistoria är inspirerad av Papuszas liv. (På svenska 2008)

- Papusza. Långfilm från 2013 med manus och regi av Joanna Kos-Krauze och Krzysztof Krauze. Filmmusiken är hämtad från Pawluśkiewicz ovannämnda symfoniska dikt. Filmen fick priser bland annat på filmfestivalerna i Gdynia, Karlovy Vary, Valladolid och Saloniki. I Sverige visades den bland annat på Göteborgs filmfestival 2013.

- Papusza, biografi på polska av Angelika Kuźniak (Wołowiec, 2013).